# R. Ranga Rao
Ramaswamy Ranga Rao (* 1935 in Indien; † 27. August 2021 in Chennai) war ein indischer Mathematiker, der sich mit Harmonischer Analysis und Darstellungstheorie befasste.
Er wurde 1961 an der Universität Kalkutta promoviert. Zuvor studierte er am Indian Statistical Institute (ISI) in Kalkutta (Kolkata) als einer der Famous Four (die anderen waren V. S. Varadarajan, K. R. Parthasarathy, S. R. Srinivasa Varadhan) der Doktoranden von C. R. Rao. Er war über vierzig Jahre lang an der University of Illinois tätig. Rao war unter anderem Gastprofessor am Tata Institute of Fundamental Research und 1968 am Institute for Advanced Study. Nach seiner Emeritierung kehrte er 2015 nach Indien zurück und starb dort 2021 an der Alzheimer-Krankheit.
Er befasste sich mit reduziblen algebraischen Gruppen und ihren Darstellungen und harmonischer Analysis auf homogenen Räumen.

## Schriften
- mit Rabindra N. Bhattacharya: Normal approximation and asymptotic expansions. Wiley, New York NY u. a. 1976, ISBN 0-471-07201-X (Reprinted edition with corrections & supplemental material, updated: (= Classics in Applied Mathematics. 64). SIAM, Philadelphia PA 2010, ISBN 978-0-898718-97-3).